# Torre, Ticino
Torre är en ort i kommunen Blenio i kantonen Ticino, Schweiz. 
Torre var tidigare en egen kommun, men den 22 oktober 2006 bildade Torre och fyra andra kommuner den nya kommunen Blenio.